# Shining Victory
Shining Victory (bra: Gloriosa Vitória) é um filme estadunidense de 1941, do gênero drama, dirigido por Irving Rapper em sua estreia na direção de um longa-metragem, estrelado por James Stephenson e Geraldine Fitzgerald. O roteiro de Howard Koch e Anne Forelick foi baseado na peça teatral "Jupiter Laughs" (1940), de A. J. Cronin. Bette Davis fez uma breve participação como uma enfermeira.

## Sinopse
Em um sanatório escocês, Paul Venner (James Stephenson), um psiquiatra brilhante, trabalha em um tratamento para a demência precoce. Ele se apaixona por Mary Murray (Geraldine Fitzgerald), sua astuta assistente de laboratório, e eles começam um relacionamento apaixonado e trágico.

## Elenco
- James Stephenson como Dr. Paul Venner
- Geraldine Fitzgerald como Dra. Mary Murray
- Donald Crisp como Dr. Drewett
- Barbara O'Neil como Srta. Leeming
- Montagu Love como Dr. Blake
- Sig Ruman como Professor Herman Von Reiter
- George Huntley, Jr. como Dr. Thornton
- Richard Ainley como Dr. Hale
- Bruce Lester como Dr. Bentley
- Leonard Mudie como Sr. Foster
- Doris Lloyd como Sra. Foster
- Frank Reicher como Dr. Esterhazy
- Hermine Sterler como Srta. Hoffman
- Billy Bevan como Chivers
- Clare Verdera como Srta. Dennis
- Crauford Kent como Dr. Corliss
- Alec Craig como Joalheiro
- Louise Brien como Enfermeira
- Bette Davis como Enfermeira

## Produção
Após o sucesso de "A Carta" (1940), o ator James Stephenson conseguiu ser escalado para o papel principal de "Shining Victory". Já o ator Irving Rapper foi promovido a diretor, e fez então sua estreia na direção de um filme. De acordo com Bette Davis em sua biografia "Mother Goddam": "Eu me disfarcei de enfermeira e apareci no set como figurante. Rapper não me reconheceu nas primeiras tomadas. Eu me diverti. Imagine ousar fazer isso hoje!"
O título de produção do filme foi "Winged Victory", mas a Warner decidiu alterá-lo quando descobriu que Moss Hart estava escrevendo uma peça teatral da Segunda Guerra Mundial com esse mesmo título. A peça de Hart foi posteriormente adaptada para o cinema em 1944, com o mesmo nome.